# Fryderyk Kapinos
Fryderyk Sylwester Kapinos (ur. 31 grudnia 1961 w Mielcu) – polski polityk, technolog żywności, marketingowiec i samorządowiec, w latach 2007–2010 wiceprezydent Mielca, w 2018 pełniący funkcję prezydenta Mielca, poseł na Sejm IX i X kadencji.

## Życiorys
Absolwent Technikum Gastronomicznego w Tarnowie (1980) oraz Wydziału Rolniczego Akademii Rolniczej w Krakowie, gdzie w 1986 ukończył studia z zakresu technologii żywności. W czasie studiów przewodniczył samorządowi studentów i zasiadał w senacie uczelni.
Po studiach odbył roczną służbę wojskową, po czym rozpoczął pracę w PSS „Społem” w Mielcu jako technolog. Od 1989 do 2004 kierował PZZ AGRO-PIAST w Chorzelowie, następnie w latach 2005–2007 kierował marketingiem w PPM „Taurus” w Pilźnie. Został członkiem rady Polskiej Izby Produktu Regionalnego i Lokalnego w Warszawie, uczył również przedmiotów zawodowych w mieleckim Zespole Szkół Zawodowych. Został współzałożycielem i wiceprezesem Funduszu Misyjnego w Wadowicach Górnych.
W 1998 został wybrany do rady miejskiej Mielca z listy Akcji Wyborczej Solidarność. W 2006 skutecznie ubiegał się z listy Prawa i Sprawiedliwości o mandat radnego powiatu mieleckiego. W 2007 objął stanowisko wiceprezydenta Mielca, zrzekając się mandatu radnego. Wiceprezydentem pozostawał do 2010. W tym samym roku w wyborach samorządowych uzyskał mandat radnego sejmiku podkarpackiego, kandydując z listy PiS. W 2014 nie uzyskał reelekcji. W grudniu 2017 ogłoszony przez powiatowe struktury partii kandydatem Prawa i Sprawiedliwości na prezydenta Mielca w wyborach w 2018.
8 marca 2018 został powołany przez premiera Mateusza Morawieckiego na stanowisko pełniącego funkcję prezydenta Mielca do czasu wyborów samorządowych jesienią 2018 (po śmierci dotychczasowego prezydenta Daniela Kozdęby).
W wyborach samorządowych z 21 października 2018 w pierwszej turze zajął pierwsze miejsce (uzyskał 37,54% głosów), dzięki czemu wraz z Jackiem Wiśniewskim z komitetu Razem dla Ziemi Mieleckiej (który zajął drugie miejsce z wynikiem 28,47% głosów), przeszedł do drugiej tury wyborów. W drugiej turze, która odbyła się 4 listopada 2018, przegrał z Jackiem Wiśniewskim z wynikiem 45,18% głosów. Obowiązki pełniącego funkcję prezydenta Mielca wykonywał formalnie do 19 listopada 2018. W wyborach w 2018 został też ponownie wybrany do rady miejskiej Mielca, a następnie powołany na jednego z trzech wiceprzewodniczących rady miejskiej.
W 2019 kandydował w wyborach do Sejmu z listy Prawa i Sprawiedliwości w okręgu rzeszowskim. W głosowaniu otrzymał 18 450 głosów, uzyskując mandat posła na Sejm IX kadencji. W konsekwencji doszło do wygaśnięcia jego mandatu radnego miejskiego. W wyborach w 2023 z powodzeniem ubiegał się o poselską reelekcję (z wynikiem 18 065 głosów).